# Felipe Albuquerque
Felipe Albuquerque Felippi (Andradina, 27 settembre 1999) è un calciatore brasiliano, difensore del CSA.

## Carriera
Felipe Albuquerque ha iniziato la propria carriera calcistica nel Grêmio, dove è approdato all'età di 14 anni nel 2014. Nel 2017 è stato promosso in prima squadra ed il 3 dicembre ha esordito giocando titolare nell'ultima giornata di Série A persa 4-3 contro l'Atlético Mineiro. Negli anni successivi è stato utilizzato di rado dal club Gaúcho e nel 2020 è stato prestato al Brasil de Pelotas, con cui ha disputato 24 incontri in Série B.
Rientrato al Grêmio nel marzo 2021, è rimasto solamente due mesi venendo impiegato nella doppia sfida nel turno preliminare di Coppa Libertadores contro l'Independiente del Valle ed in due incontri del Campionato Gaúcho prima di essere nuovamente girato in prestito, al Ponte Preta, fino al termine dell'anno. Con il club Paulista ha giocato complessivamente 37 incontri e ha realizzato la sua prima rete in carriera, il 4 settembre contro il Sampaio Corrêa.
Tornato nuovamente al Grêmio al termine del prestito, è stato inizialmente confermato in prima squadra con cui ha disputato alcuni incontri del campionato statale. Il 22 marzo 2023 è stato prestato al Grêmio Novorizontino, neopromosso in Série B, fino al termine della stagione.
Il 19 novembre 2022, con il giocatore prossimo allo svincolo essendo il suo contratto con il Grêmio in scadenza a fine anno, la Chapecoense ha annunciato il suo ingaggio con un contratto annuale a partire dalla stagione seguente.

## Statistiche

### Presenze e reti nei club
Statistiche aggiornate al 17 giugno 2023.
| Stagione        | Squadra              | Campionato      | Campionato | Campionato | Coppe nazionali | Coppe nazionali | Coppe nazionali | Coppe continentali | Coppe continentali | Coppe continentali | Altre coppe | Altre coppe | Altre coppe | Totale | Totale | Totale |
| Stagione        | Squadra              | Comp            | Pres       | Reti       | Comp            | Pres            | Reti            | Comp               | Pres               | Reti               | Comp        | Pres        | Reti        | Pres   | Reti   |        |
| --------------- | -------------------- | --------------- | ---------- | ---------- | --------------- | --------------- | --------------- | ------------------ | ------------------ | ------------------ | ----------- | ----------- | ----------- | ------ | ------ | ------ |
| 2017            | Grêmio               | A               | 1          | 0          |                 | -               | -               |                    | -                  | -                  |             | -           | -           | 1      | 0      |        |
| 2019            | Grêmio               | A               | 1          | 0          |                 | -               | -               |                    | -                  | -                  |             | -           | -           | 1      | 0      |        |
| 2020            | Grêmio               |                 | -          | -          |                 | -               | -               |                    | -                  | -                  | RG          | 1           | 0           | 1      | 0      |        |
| 2020            | Brasil de Pelotas    | B               | 24         | 0          | CB              | 0               | 0               |                    | -                  | -                  |             | -           | -           | 24     | 0      |        |
| 2021            | Grêmio               | PD/RS           | 2          | 0          |                 | -               | -               | CL                 | 2                  | 0                  |             | -           | -           | 4      | 0      |        |
| 2021            | Ponte Preta          | A1/SP+B         | 6+31       | 0+1        | CB              | 0               | 0               |                    | -                  | -                  |             | -           | -           | 37     | 1      |        |
| 2022            | Grêmio               | PD/RS           | 2          | 0          |                 | -               | -               |                    | -                  | -                  |             | -           | -           | 2      | 0      |        |
| Totale Grêmio   | Totale Grêmio        | Totale Grêmio   | 6          | 0          |                 | 0               | 0               |                    | 2                  | 0                  |             | 1           | 0           | 9      | 0      |        |
| 2022            | Grêmio Novorizontino | B               | 17         | 0          | CB              | 0               | 0               |                    | -                  | -                  |             | -           | -           | 17     | 0      |        |
| 2023            | Chapecoense          | PD/SC+B         | 9+8        | 1+0        | CB              | 1               | 0               |                    | -                  | -                  |             | -           | -           | 18     | 1      |        |
| Totale carriera | Totale carriera      | Totale carriera | 101        | 2          |                 | 1               | 0               |                    | 2                  | 0                  |             | 1           | 0           | 105    | 2      |        |